# Verkligheten (radioprogram)
Verkligheten är ett samhällsprogram i Sveriges Radio P3. Underrubriken är "Dokumentära berättelser från Sverige och världen". 
Programmet, som sänds 18.03 tisdag till torsdag med repris söndagar, startades i februari 2008 och görs av produktionsbolaget Filt. Programledare är sedan mars 2009 Shang Imam. Övriga redaktionsmedlemmar är Magnus Arvidson, Julia Lundberg och Gustav Asplund. 

### Fotnoter
1. ↑  ”Svensk mediedatabas”. http://smdb.kb.se/catalog/search?q=%22Verkligheten+i+P3%22+typ%3Aradio&sort=OLDEST. Läst 25 juni 2011.